# Чемпионат мира по борьбе 1904
Первый в истории чемпионат мира по греко-римской борьбе состоялся 23 мая 1904 года в Вене (Австро-Венгрия). В нём приняло участие 26 спортсменов.

## Общий медальный зачёт
| Место | Страна   | Золото | Серебро | Бронза | Всего |
| ----- | -------- | ------ | ------- | ------ | ----- |
| 1     | Австрия  | 1      | 1       | 2      | 4     |
| 2     | Дания    | 1      | 0       | 0      | 1     |
| 3     | Германия | 0      | 1       | 0      | 1     |
| Всего | Всего    | 2      | 2       | 2      | 6     |

## Медалисты

### Греко-римская борьба (мужчины)
| Категория   | Золото           | Серебро      | Бронза           |
| ----------- | ---------------- | ------------ | ---------------- |
| до 75 кг    | Северин Ахлквист | Ханс Шнайдер | Андреас Вольф    |
| свыше 75 кг | Рудольф Арнольд  | Антон Шмиц   | Хайнрих Вольфрам |